# Edith Ronne

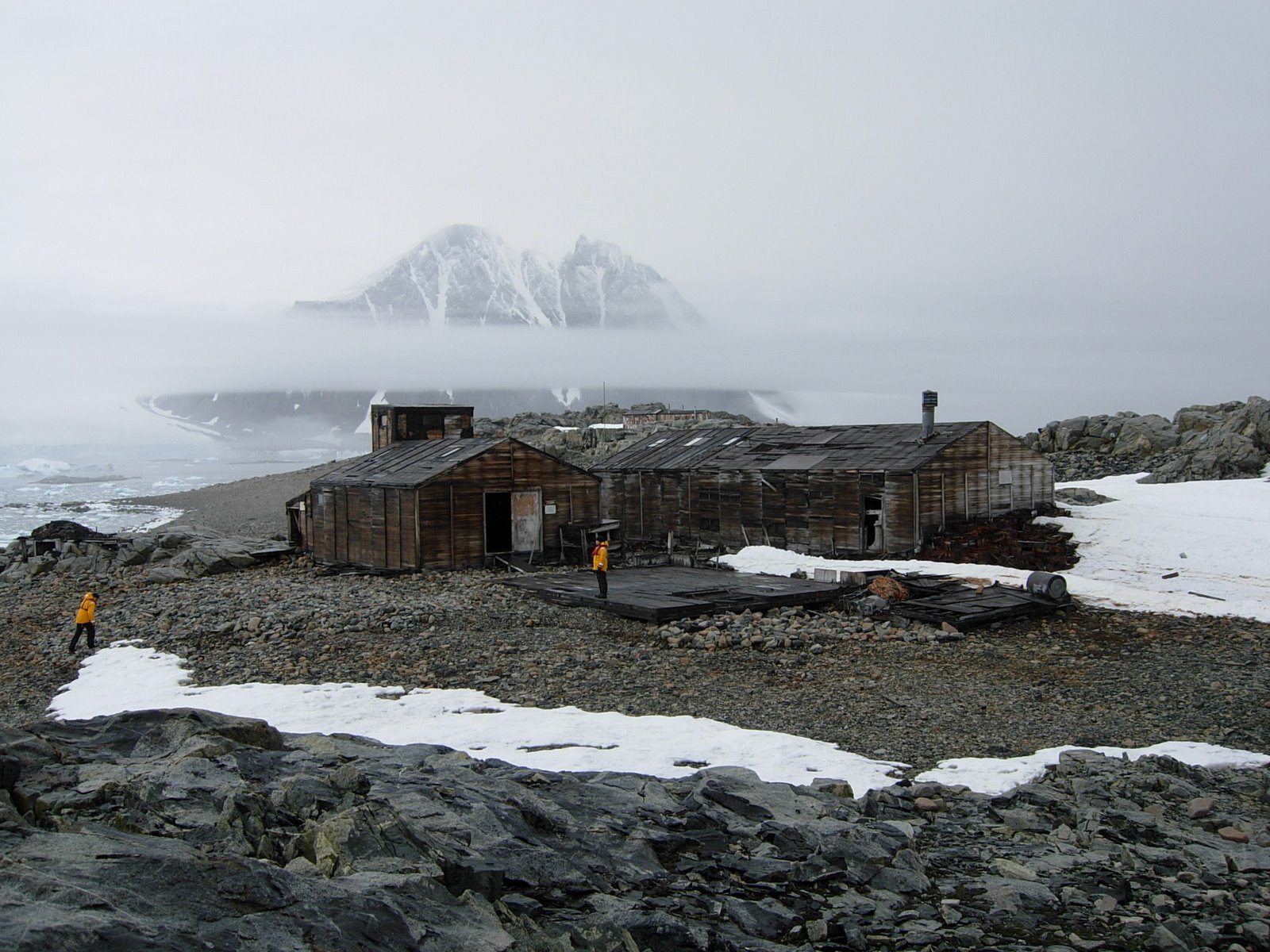
Stacja East Base na Stonington Island, gdzie Edith „Jackie” Ronne – jako jedna z dwóch pierwszych kobiet – spędziła zimę na Antarktydzie

Edith „Jackie” Ronne (ur. 13 października 1919 w Baltimore, Maryland, zm. 14 czerwca 2009 w Bethesda, Maryland) – amerykańska polarnik, żona polarnika Finna Ronne (1899–1980), jedna z dwóch pierwszych kobiet, które spędziły zimę na Antarktydzie.

## Życiorys
Edith Ronne z domu Maslin urodziła się 13 października 1919 w Baltimore, Maryland. Po ukończeniu Eastern High School, podjęła studia w College of Wooster skąd po dwóch latach przeniosła się na George Washington University, gdzie w 1940 roku ukończyła historię. Po studiach pracowała jako stenotypistka dla National Geographic Society, następnie dla agencji rządowej Civil Service Commission i przez pięć lat dla Departamentu Stanu Stanów Zjednoczonych.
18 marca 1944 roku wyszła za mąż za polarnika Finna Ronne (1899–1980).
W 1947 roku Finn zorganizował prywatne finansowanie własnej ekspedycji badawczej, wypożyczył statki i samoloty i zwerbował 23 uczestników. Jego ekspedycja na tereny wybrzeża Morza Weddella (ang. Ronne Antarctic Research Expedition (RARE)) w latach 1947–1948 była ostatnią wyprawą polarną sfinansowaną ze środków prywatnych. Dwoje jej uczestników, w tym Ronne, zabrało swoje żony. Edith „Jackie” Ronne i Jenny Darlington, żona pilota ekspedycji, były pierwszymi kobietami, które spędziły zimę na Antarktyce. Jackie została pierwszą kobietą, która zeszła na kontynent Antarktydy. Ronne wybrał lokalizację bazy ekspedycji – East Base na Stonington Island, gdzie uczestnicy wyprawy spędzili 15 miesięcy. Zadaniem ekspedycji było rozpoznanie terenu i sporządzenie map.
Jackie dokumentowała wyprawę, pisząc artykuły dla North American Newspaper Alliance (NANA), które były przekazywane drogą radiową do publikacji w gazetach amerykańskich, m.in. w The New York Times. Pomagała również mężowi przy pisaniu książki z wyprawy i prowadziła dziennik.
W latach późniejszych Jackie wielokrotnie wracała na Antarktydę. W 1959 roku uczestniczyła w pierwszym komercyjnym rejsie turystycznym na Antarktydę. W 1971 roku poleciała na biegun południowy, by uczcić 60. rocznicę zdobycia bieguna przez Roalda Amundsena (1872–1928) – była siódmą kobietą, która znalazła się na biegunie. W 1995 roku odwiedziła ponownie East Base na Stonington Island. W sumie na Antarktydzie była 16 razy.
Ronne zmarła 14 czerwca 2009 w Bethesda, Maryland.

## Publikacje
- 2004 – Antarctica's First Lady

## Upamiętnienie
Jeden z lodowców szelfowych Antarktyki, odkryty przez Finna Ronne w 1947 roku, został nazwany na cześć Edith Ronne – Lodowiec Szelfowy Ronne.